# John Ella
John Ella (Thirsk, 19 dicembre 1802 – Londra, 2 ottobre 1888) è stato un violinista e direttore d'orchestra britannico.

## Biografia

### L'età giovanile
Ella nacque a Thirsk 19 dicembre 1802. Fu indirizzato dal padre, Richard Ella, verso studi giuridici; ma nel 1819 incominciò a prendere lezioni di violino da M. Fémy. Il 18 gennaio 1821 fece la sua prima apparizione come musicista professionista nell'orchestra del Theatre Royal Drury Lane. L'anno successivo ebbe accesso alla banda reale dello stesso teatro.
Nel 1826, completò la sua formazione musicale sotto la supervisione di Thomas Attwood, e successivamente sotto quella di François-Joseph Fétis a Parigi, che fu anche membro di importanti orchestre di Londra, come la London Philharmonic Orchestra e quella dei Concerts of Antient Music.
In questi anni della sua età giovanile fondò due istituzioni musicali: Il Saltoun Club of Instrumentalists e la Società Lirica, che furono destinate alla pratica e la sperimentazione di musica operistica d'avanguardia.
Il 21 gennaio 1826 si è esibito suonando in occasione dei funerali di Carl Maria von Weber.
Sempre in questo periodo ottenne un posto come maestro d'orchestra alla Royal Academy of Music e divenne direttore della sezione musicale della rivista culturale Athenæum e di altri giornali.

### LaMusical Union
Fin dal 1830 iniziò a dare concerti pubblici sotto il patrocinio di Augustus FitzGerald, terzo duca di Leinster.
Negli anni che seguirono, durante i suoi viaggi nell'Europa continentale fece la conoscenza di diverse celebrità musicali.
Nel 1845 iniziò a dare una serie di concerti da camera che decise di chiamare The Musical Union. Il progetto consisteva nell'organizzare degli incontri musicali settimanali nella sua casa, intrattenimenti che poi divennero una consuetudine, assumendo il nome di Popular Concerts. Fu questa una proposta culturale che incontrò molto il favore del pubblico.
Gli esponenti della aristocrazia che vi partecipavano costituirono un comitato, che si occupò di trasformare questi eventi musicali in esclusivi incontri sociali, per i quali era prevista una rigorosa selezione e ai quali era possibile accedere solo attraverso strette conoscenze personali. Per questo motivo la "Musical Union" assunse una fisionomia di alto profilo ottenendo ampio prestigio negli ambienti londinesi. Il programma prevedeva sempre almeno due concerti settimanali e gli esecutori erano generalmente artisti noti e di buon livello, molti dei quali non erano mai apparsi prima in Inghilterra.
Successivamente, sempre sotto la supervisione di Ella, data la grande eco rilasciata dai Popular Concerts, fu deciso di inaugurare una nuova stagione annuale che prevedeva otto concerti pomeridiani oltre un concerto di beneficenza in cui era prevista anche musica vocale fino ad allora esclusa.
Furono eseguiti per un certo periodo presso l'esclusivo club delle Willis's Rooms. L'esibizione dei concerti avveniva al centro della stanza, con il pubblico che faceva da contorno. I programmi venivano stampati e inviati ai sottoscrittori un paio di giorni prima del concerto.

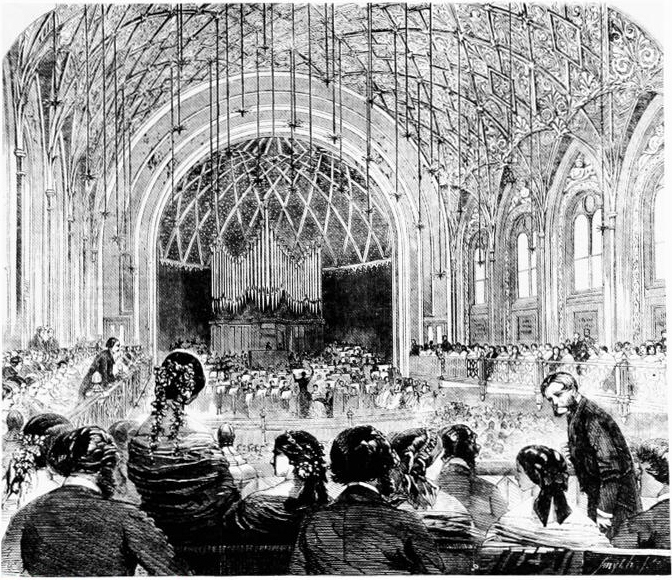
Un concerto nella St James's Hall

L'evento ebbe una tale adesione che a partire dal 1852 fu deciso di dare anche una serie di concerti serali, a prezzi leggermente inferiori sotto il titolo di Musical Winter Evenings.
Nel 1858 entrambe le serie di concerti furono trasferiti nelle sale dell''Hanover Square Rooms, e l'anno successivo al nuovo auditorium  St James's Hall.
Nello stesso anno, gli iniziali concerti serali del lunedì a casa di Ella,  i Popular Concerts non furono più eseguiti.
Comunemente veniva chiamato con il titolo di professore, per l'attività svolta come docente presso la London Institution.
E stato membro onorario dell'Accademia Filarmonica di Roma, e della Società Filarmonica di Parigi.

### Gli ultimi anni
La Musical Union esaurì la sua funzione nel 1880, quando Ella decise di ritirarsi dal lavoro attivo. Negli ultimi venti anni della sua vita visse al numero 9 di Victoria Square a Londra, dove morì 2 ottobre 1888, dopo ripetuti attacchi di paralisi, quando ormai da alcuni anni era divenuto cieco. Fu sepolto nel cimitero di Brompton.

### La sua produzione artistica
Ha scritto nel novembre dell'1837 una Victoria March (in occasione di una visita della regina Vittoria), che fu il suo unico esperimento da compositore.
Nel 1855 è stato nominato docente musicale alla London Institution. Le sue tre lezioni sulla melodia, armonia, e contrappunto sono state inserite nel Musical Unione Record , vale a dire nei programmi di insegnamento della London Institution.
Nel 1869, ha pubblicato Musical Sketches Abroad and at Home (Schizzi musicali all'estero e in patria). Si tratta di una miscela di estratti storici, aneddoti, biografici e critici e numerosi estratti aggiuntivi presi dal suo diario. Gli schizzi di incidenti personali inseriti nel libro sono completamente basati su fatti realmente accaduti.
Inoltre è ricordato per una serie di quattro conferenze sulla musica drammatica che è stata pubblicata nel 1872.
A Personal Memoir di Meyerbeer, con l'analisi de Gli ugonotti (Les Huguenots) è un altro importante contributo di Ella alla letteratura musicale.